# Arado Ar 231
Dimensions
L'Arado Ar 231 est un hydravion léger monoplace de reconnaissance de la Seconde Guerre mondiale destiné à être utilisé par les sous-marins allemands.

## Un programme original et des solutions appropriées
En 1940, un projet de la Kriegsmarine portait sur la réalisation d’un hydravion de reconnaissance embarqué sur les sous-marins de type XIB, selon une technique mise au point par Heinkel dans les années 1920 au profit de l'empire du Japon. Les contraintes étaient nombreuses et de nature à décourager les ingénieurs : l’avion devait pouvoir être entreposé dans un cylindre de 2 mètres de diamètre, l’assemblage et le démontage devaient être réalisés en deux minutes et l’ensemble des opérations de lancement ou de récupération ne devait pas dépasser les six minutes, compte tenu de la grande vulnérabilité d’un sous-marin en surface.
Arado Flugzeugbau présenta une réponse intéressante au challenge technique, avec un monoplan à aile parasol dont les deux flotteurs venaient se loger le long du fuselage et les plans se repliaient au-dessus du fuselage, l’un au-dessus de l’autre, étant légèrement décalés en hauteur grâce à une section centrale de voilure inclinée. Cependant la faible hauteur de la dérive imposée par le cylindre hangar de 2 mètres de diamètre, mal compensée par une corde importante, puis des surfaces additionnelles coiffant le stabilisateur, donnait des qualités de vol médiocres.

## Une expérimentation avortée
Six prototypes furent construits en 1941, dont deux embarqués pour une campagne d’essais à bord du croiseur auxiliaire Stier. Les essais montrèrent qu’il était impossible de tenir l’air avec un vent supérieur à 20 nœuds, cet appareil se révélant fragile et sous-motorisé. Le projet fut abandonné début 1942 au profit de l’autogire Focke-Achgelis Fa 330 Bachstelze.